# Économie de l'Afrique
| - Très élevé (≥ 0.800) - Elevé (0.700–0.799) - Moyen (0.550–0.699) | - Faible (≤ 0.549) - Données indisponibles |

IDH des différents états membres des Nations unies en 2019.

L’Afrique est le continent le moins développé et le moins avancé de la planète. La situation économique progresse mais pose la question, dans un contexte de forte croissance de sa démographie, de sa capacité à faire face à la progression du chômage de masse et du sous-emploi.
L’Afrique du Sud et les pays du Maghreb sont plus prospères que les pays de l'Afrique centrale et l'Afrique de l'Ouest. Le Nigeria,est le pays le plus peuplé - 232,7 millions d'habitants en 2024(Sources : Banque mondiale, Bureau du recensement des États-Unis) et le premier marché. Les disparités régionales sont si importantes que l'Afrique subsaharienne et le Maghreb sont souvent analysés séparément.
Le continent est riche en ressources naturelles (du sous-sol notamment), mais celles-ci sont exportées le plus souvent non transformées via des contrats mal négociés et peu profitables aux Africains, d'où un faible apport bénéfique sur la situation économique de ces pays. L'exploitation en bonne et due forme de toutes ces ressources, une bonne gouvernance économique des pays africains ainsi qu'une redistribution équitable des richesses générées permettraient certainement de faire reculer la pauvreté des populations. Le secteur des services représente la plus grande part du PIB avec 44,7 %, suivi par l'industrie (41,5 %) et  l'agriculture (13,8 %) en 2006.
Le cadre institutionnel est instable dans la plupart des pays et présente un obstacle à leur développement économique et social.

## Histoire
Avant l’Empire romain, l’Égypte antique était l’une des civilisations les plus prospères et les plus avancées du monde. Le port d’Alexandrie, fondé par Alexandre le Grand en -334, fut un centre du commerce en Méditerranée pendant plusieurs siècles[réf. souhaitée]. Les Berbères ont peuplé l’Afrique du Nord et une partie du Sahara. Ils sont répartis dans une zone s'étendant de l'océan Atlantique à l'oasis de Siwa en Égypte, et de la Méditerranée au fleuve Niger en Afrique de l'Ouest. Historiquement, ils parlaient des langues berbères, qui forment ensemble, la branche berbère de la famille afro-asiatique.
Les conditions étaient différentes au sud du Sahara, où la densité des forêts et les déserts formaient autant d’obstacles au commerce. La Nubie, l’Éthiopie, le Mali et l’empire du Ghana disposaient de voies de communication vers le bassin méditerranéen et le Moyen-Orient.
Tout au long du premier millénaire, le royaume d'Aksoum domina la corne de l'Afrique. Il disposait d’une marine et commerçait avec l’Empire byzantin, l’Inde et la Chine. L’utilisation du chameau par les Arabes au Xe siècle rendit possible la traversée du Sahara. Les revenus tirés de l’or et du sel permit l’émergence de nombreux empires puissants à l’ouest du Sahel, dont l'empire du Ghana, l'empire du Mali et le royaume du Kanem-Bornou. Les Arabes développèrent également le commerce maritime le long de la côte orientale, où la civilisation swahili prospéra en exportant de l’ivoire et des esclaves à travers l’océan Indien. Plus au sud, les traces d’empires ou de royaumes commerçants sont nettement plus rares, exception faite du Grand Zimbabwe et, dans la région des Grands Lacs, le Rwanda, le Burundi et le Buganda.
Au XVe siècle, les marchands portugais s’affranchirent des routes du Sahara pour joindre directement la Guinée par la mer. D’autres nations européennes suivirent et l’Afrique de l’Ouest s’enrichit. C’est à cette époque qu’apparurent le royaume du Benin, le royaume de Dahomey et la confédération Ashanti. Des fédérations décentralisées de villes-États étaient alors courantes, telles celles des Yoruba et des Haoussa. Basée principalement sur le commerce d’esclaves avec l’Europe, cette prospérité s’effondra avec l’abolition de l’esclavage dans les colonies d’Amérique.
La colonisation du continent africain par les pays d'Europe occidentale a eu un impact important, toujours débattu, sur le développement de l'économie africaine.
La part importante des trafics est un poids pour l’économie du continent. Selon l’OCDE, le commerce illégal aurait coûté 50 milliards en 2018 uniquement à l’Afrique de l’Ouest. Pour faire face à ces pertes économiques, de plus en plus d'États mettent en place un système de lutte contre le commerce illégal de plusieurs produits comme le tabac ou le carburant.
En février 2024, suite a un vaste traffic de monnaie, l'Union monétaire ouest-africaine (Uemoa) et la Communauté économique et monétaire de l'Afrique centrale (CEMAC), charger de la gestion monétaire de la zone franc CFA, et la Banque de France, qui produit  les pièces de franc CFA, ces banques centrales veulent doter les pièces de Franc CFA, d'un nouveau alliage garantissant la sécurité du circuit monétaire de la zone franc CFA, selon le groupe international d'études sur le cuivre (ICSG), le métal qui sert à fabriquer les pièces de monnaie de Franc CFA, est prisé à cause de sa valeur marchande. La Communauté économique et monétaire de l'Afrique centrale a ouvert les premières investigations en 2019, après avoir constaté la disparition des pièces en Franc CFA, au sein de l'organisation.

## PIB et croissance économique

### Produit intérieur brut
Le produit intérieur brut (PIB) global de l'Afrique subsaharienne est de 1 743 milliards de dollars américains en 2018 (en dollars constants 2011, et utilisant les taux de change officiels des monnaies de l'année 2011), soit 2,05 % du PIB mondial. Cela correspond environ au PIB du Canada  pour la même année, alors que le Canada est 30 fois moins peuplé. Toutefois cette comparaison a des limites, car le PIB des pays africains est fortement sous-estimé : une quarantaine de pays du continent n'ont pas mis à jour leurs outils statistiques depuis quinze à vingt ans[source insuffisante]. Les organismes internationaux comme la Banque mondiale utilisent le PIB par habitant en parité de pouvoir d'achat (PPA) qui tient compte de la valeur d'un panier de provision type moins cher dans les pays pauvres. Il intègre l'autoconsommation etc. Cet indicateur est considéré comme beaucoup plus fiable. Le PIB par habitant en PPA y est de 3546 $ en 2018 contre 44 000 $ pour le Canada, soit respectivement les indices 22 pour l'Afrique subsaharienne et 277 pour le Canada , la moyenne mondiale étant de 100. L'Afrique du Nord a un PIB par habitant en PPA de 11000 $ en PPA, indice de 70 par rapport à la moyenne mondiale  
En 2018, toujours selon les taux de change officiels, le pays ayant le PIB le plus élevé du continent est le Nigeria avec 395 milliards de dollars et le pays ayant le PIB par habitant le plus élevé est la Guinée équatoriale. L'étude du PIB montre de grandes disparités régionales. Ainsi, en 2015, trois pays, le Nigéria, l'Afrique du Sud et l'Égypte représentent à eux seuls plus de la moitié du PIB africain.
En 2013, la Libye était le pays le plus développé d'Afrique si on se réfère au classement IDH (Indice de développement humain) établi par le Programme des Nations unies pour le développement (PNUD).
En 2023, l'Afrique représente 18 % de la population mondiale mais moins de 3 % du PIB mondial.

### Population et PIB par habitant
En 2014, le PIB par habitant y est en moyenne de 3 513 $ (ajustés pour assurer la parité des pouvoirs d'achat) alors que la moyenne mondiale se situe à 14 956 $ par habitant.
Le taux de croissance de la population africaine est le plus élevé au monde, à 2,42 % en moyenne en 2015. Cette croissance est particulièrement forte en Afrique de l'Est, de l'Ouest et Centrale, où sont les pays les moins développés. Du fait de la Transition démographique retardée, d'après les projections, la croissance économique africaine continuera à être accompagnée d'une croissance démographique forte, ce qui est à la fois un facteur de croissance du PIB mais constitue un obstacle pour la hausse du PIB par habitant. Voir Transition démographique#Transition socio-démographique, « dividende démographique » et progrès économique dans les pays en développement à revenu faible en 1960

### Croissance économique
La croissance économique africaine s'est située à 3,9 % par an en moyenne sur la période 2008-2012, et a été supérieure à la croissance mondiale depuis lors.
Derrière cette moyenne se cachent des disparités importantes : les pays exportateurs d'hydrocarbures ont progressé plus vite que les autres, à la suite de la hausse des cours du pétrole ; d’autres ont régressé, et particulièrement le Zimbabwe, qui a connu une crise grave. Les pays exportateurs de pétrole ont enregistré un excédent budgétaire de 5,3 % du PIB tandis que les pays importateurs affichent un déficit de 1,2 %, la moyenne continentale étant de 1,7 %. L'inflation fut de 7 % en moyenne entre 2002 et 2007. En 2007, 60 % des pays d'Afrique ont connu un taux d'inflation égal ou supérieur à 5 %.
La situation économique du continent progresse cependant et la Banque mondiale estimait que la plupart des économies africaines étaient susceptibles de rejoindre la catégorie des pays à revenu intermédiaire avant 2025. Moins optimiste, Serge Michailof note que le chômage de masse s'étend dans un contexte de corruption et de développement urbain anarchique. Il fait remarquer que « le continent est toujours tiré par des exportations de matières premières non transformées et risque de se borner à développer des services à faible valeur ajoutée ». De plus, la croissance démographique est telle qu'il est impossible d’assurer une éducation convenable. Il pointe enfin du doigt le franc CFA qui affaiblit la compétitivité des produits africains car il est adossé à l'euro et surévalué.

#### Croissance du PIB continental
Le PIB continental continue à croître dans la décennie 2010, malgré la chute des cours du pétrole,.. De 2008 à 2018, le taux de croissance du PIB en PPA est de 3,9 % en Afrique subsaharienne et de 3 % en Afrique du Nord, mais respectivement de 1,2 % et de 1,4 % par habitant. 

#### Dollars par jour pour les pays africains

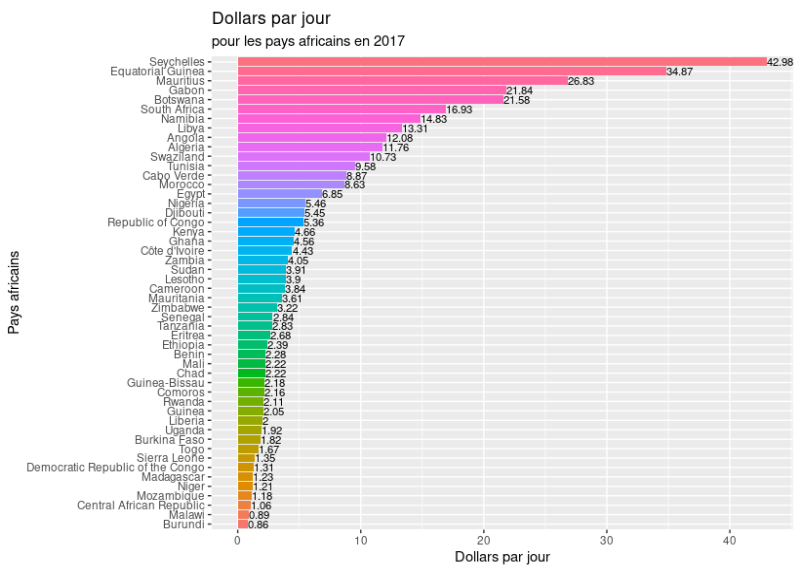
[https://www.imf.org/external/pubs/ft/weo/2018/01/weodata/weorept.aspx?pr.x=36&pr.y=17&sy=2016&ey=2017&scsm=1&ssd=1&sort=country&ds=.&br=1&c=512,946,914,137,612,546,614,962,311,674,213,676,911,548,193,556,122,678,912,181,313,867,419,682,513,684,316,273,913,868,124,921,339,948,638,943,514,686,218,688,963,518,616,728,223,836,516,558,918,138,748,196,618,278,624,692,522,694,622,142,156,449,626,564,628,565,228,283,924,853,233,288,632,293,636,566,634,964,238,182,662,359,960,453,423,968,935,922,128,714,611,862,321,135,243,716,248,456,469,722,253,942,642,718,643,724,939,576,644,936,819,961,172,813,132,726,646,199,648,733,915,184,134,524,652,361,174,362,328,364,258,732,656,366,654,734,336,144,263,146,268,463,532,528,944,923,176,738,534,578,536,537,429,742,433,866,178,369,436,744,136,186,343,925,158,869,439,746,916,926,664,466,826,112,542,111,967,298,443,927,917,846,544,299,941,582,446,474,666,754,668,698,672&s=NGDPDPC&grp=0&a#download données fournies par le IMF

| 2013 | 2014 | 2015 | 2016 |
| ---- | ---- | ---- | ---- |
| +3,5 | +3,9 | +4,5 | +5,0 |

## Ressources naturelles

### Les termes de l'échange
L'économie africaine a historiquement été l'objet de convoitise pour ses ressources naturelles, et plus récemment dépendante du cours des matières premières et sujette aux fluctuations des termes de l'échange. Les combustibles représentent aujourd'hui 63 % de ses exportations vers les autres États de la planète, les minerais 10 % et seulement 2 % pour les matières premières issues de l'agriculture.
Le continent connait une tertiairisation importante, et ne compte pas seulement sur les industries extractives pour créer de la richesse.

### Minerais
L'Afrique est réputée avoir un sous-sol extrêmement riche. Elle possède environ 30 % des réserves mondiales en minerais dont 40 % des réserves en or, 60 % du cobalt et 90 % du platine.
Ces ressources sont cependant concentrées dans quelques régions (or et diamants en Afrique du Sud, cuivre en république démocratique du Congo et en Zambie).

### Sources d'énergie
[Passage à actualiser]
| Agent énergétique                                           | Pays producteur                                                      | Part                                                 |
| ----------------------------------------------------------- | -------------------------------------------------------------------- | ---------------------------------------------------- |
| Charbon                                                     | Afrique du Sud Zimbabwe                                              | 96,9 % 2,2 %                                         |
| Pétrole                                                     | Nigeria Libye Algérie Égypte Angola Gabon République du Congo Guinée | 28,4 % 19,4 % 15,1 % 11,4 % 11,0 % 4,8 % 4,2 % 3,3 % |
| Gaz naturel                                                 | Algérie Égypte Libye Nigeria                                         | 74,5 % 12,2 % 5,3 % 5,2 %                            |
| Uranium                                                     | Niger Afrique du Sud Gabon Namibie                                   | 42,7 % 39,4 % 13,6 % 4,3 %                           |
| Source: Macmillian Secondary Atlas for Africa, 2004, p. 52. |                                                                      |                                                      |

#### Pétrole

##### Réserves
En 2013, l'Afrique possèderait 7,7 % des réserves pétrolières mondiales prouvées, soit 1303 millions de barils.
Ces réserves sont concentrées sur 2 pays en particulier : la Libye et le Nigeria. La Libye arrive en tête avec 2,9 % des réserves mondiales, le Nigeria possèderait 2,2 %.

##### Production
En 2013 l'Afrique compte pour 10,1 % de la production mondiale de barils de pétrole, soit 8.8 millions de barils par jour. Cette production émane principalement du Nigeria (2.3 millions de barils par jour), de l'Angola (1.8) et de l'Algérie (1.6).

##### Exportations
Pendant la guerre froide, plusieurs pays européens dont la France, la Grande-Bretagne, les Pays-Bas et l'Italie se tournèrent vers l'Afrique pour s'approvisionner en pétrole afin de contourner la priorité dont bénéficiaient les États-Unis au Moyen-Orient. Après une baisse significative de la demande dans les années 1990, le continent attire à nouveau l'attention des pays industrialisés pour satisfaire leurs besoins croissants en hydrocarbures.
En 2012 l'Afrique exportait pour 245 milliards de dollars de produits pétroliers, soit 19 % des exportations mondiales en valeur.
| Pays    | Valeur en milliards de dollars | Pourcentage des exportations africaines (en %) |
| ------- | ------------------------------ | ---------------------------------------------- |
| Nigeria | 87.8                           | 36                                             |
| Angola  | 46.3                           | 19                                             |
| Libye   | 43.2                           | 18                                             |
| Algérie | 31.4                           | 13                                             |

#### Gaz naturel
Les principales réserves africaines en gaz naturel sont situées au Nigeria et en Algérie, avec respectivement 2,45 % et 2,16 % des réserves mondiales. L'Algérie est le premier producteur.

#### Charbon
L'Afrique du Sud est le seul pays d'Afrique avec une production de charbon importante, la situant en 7e position mondiale.

#### Uranium
L'Afrique possède environ 21 % des réserves mondiales en uranium. Les ressources se situent au Niger (7 % des ressources mondiales), en Namibie (6 %), Afrique du Sud (6 %), en Tanzanie (1 %) et Botswana (1 %).
Le principal producteur est le Niger, 4e producteur mondial avec 4 528 tonnes en 2013. La Namibie est 5e avec 4 315 tonnes. Le Malawi a produit 1 132 -tonnes.

#### Thorium
L'Afrique possède environ 10 % des réserves mondiales en thorium. Les ressources se situent en Égypte et en Afrique du Sud.

### Agriculture
Le secteur agricole emploie toujours la majorité des Africains (62 % en 2012) et reste un secteur peu productif. Le continent présente ainsi le plus grand écart de rendement de la planète : quand les producteurs céréaliers aux États-Unis, en Chine et dans les pays de la zone euro obtiennent quelque 6 tonnes de céréales par hectare, les paysans d’Afrique subsaharienne n’en produisent que 1 t en moyenne.
L'Afrique possède 16,5 % des terres arables mondiales, pour 16 % de la population.

## Production industrielle
L'industrie n'a jusqu'ici contribué que de manière modeste à la croissance africaine. L'Afrique ne représente donc encore qu'un très faible pourcentage de la valeur ajoutée manufacturière mondiale (VAM) et des exportations manufacturières mondiales : 1,1 pour cent et 1,3 pour cent respectivement pour 2008.
De 1980 à 2013 le poids de l'industrie dans l'économie du continent est passé de 12 % à 11 %, se maintenant ainsi au plus bas niveau de toutes les régions en développement.
Le manque de capacité industrielle concerne les produits manufacturés à forte valeur ajoutée comme ceux à faible valeur ajoutée.

## Infrastructures

### Transport

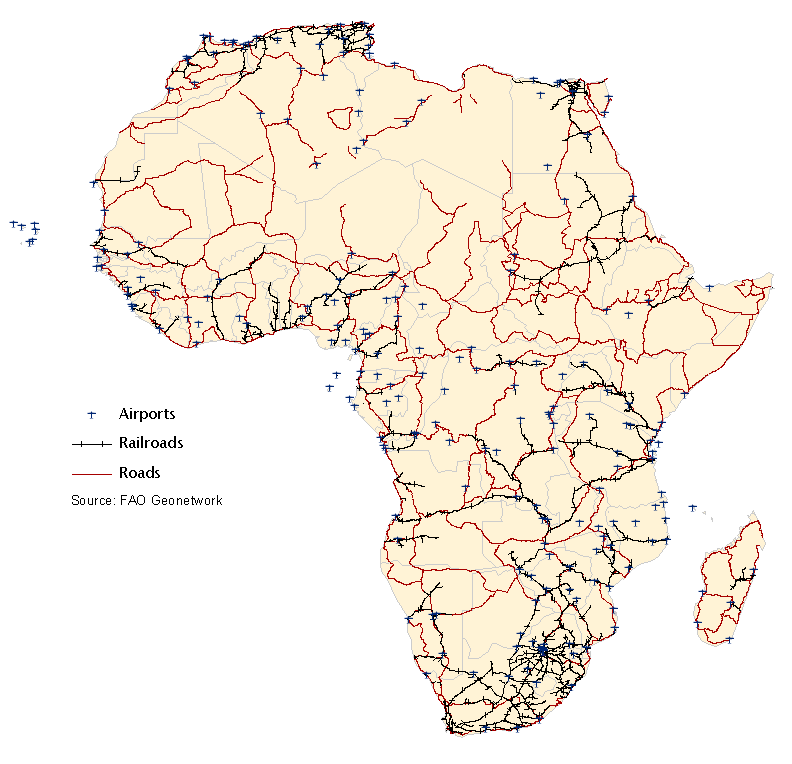
Routes, chemins de fer et aéroports.

#### Transport routier
L'Afrique dispose d'environ 2 millions de kilomètres de routes, dont 27,6 % sont goudronnés. La densité et la distribution du réseau routier sont faibles, avec respectivement 12 kilomètres par km2 et 2,71 km par habitant. Le trafic routier représente 90 % des transports interurbains.

#### Transport ferroviaire
Le réseau ferroviaire compte 89 380 km de rail, soit 2,96 km pour 1 000 km2.

#### Transport maritime
L'Afrique n'étant connectée aux autres continent que par la péninsule du Sinaï, les échanges internationaux de l'Afrique se font par voie maritime à 97 %. Les bateaux servent principalement à expédier les matières premières produites sur place hors d'Afrique.
Le tonnage est passé de 7,3 millions de tonnes en 1990 à 6,1 mio en 1999, soit 0,8 % du total mondial, qui a augmenté dans la même période de 618,4 à 799 mio de tonnes. Seuls les porte-conteneurs ont vu leur part augmenter pour atteindre 15 % du marché mondial en 1997. Leur âge moyen (11 ans) est également plus proche de la flotte mondiale (10 ans), alors que le reste de la flotte marchande est âgé en moyenne de 19 ans (moyenne mondiale : 14 ans). Le Liberia représente à lui seul 94,4 % du tonnage de port en lourd.

#### Transport aérien
L'Afrique compte pour 1 % du trafic aérien mondial. Sur 286 plus grands aéroports ou terrains d’aviation africains inclus dans le rapport d’agrément et de restriction des terrains d’aviation de mai 2000 du Air Mobility Command, 84 % seulement des aéroports militaires recensés les plus importants peuvent soutenir des opérations de avions-cargos C-130 et moins de 65 % des C-17. Les taux de remplissage pour le transport de personnes et de marchandises sont inférieurs de 12 et 20 % à la moyenne mondiale. La déclaration de Yamoussoukro adoptée en 1999 par la Conférence des chefs d'État et de gouvernement a accéléré la libéralisation du marché et les réformes de la gestion des aéroports.

### Télécommunications
La population africaine a accès à 3,21 lignes téléphoniques fixes et 28,44 téléphones cellulaires en moyenne pour 100 habitants[réf. souhaitée]. On retrouve aux extrêmes :
- lignes fixes : Somalie (0,01 / 100 hab.) – Île Maurice (28,63 / 100 hab.)
- cellulaires : Éthiopie (1,4 / 100 hab.) – Seychelles (89 / 100 hab.)

De manière générale, le réseau mobile est mieux développé et plus performant que le réseau filaire, en mauvais état et coûteux à l'entretien.
Le nombre total d'usagers du téléphone mobile a été multiplié par 40 entre 2000 et 2007 pour atteindre 274 millions d'abonnés et un taux de pénétration de 28 %[réf. souhaitée].
Chiffre provenant de l'Union internationale des télécommunications, 2007

### Production d'électricité
L'électricité produite en Afrique est essentiellement d'origine thermique (80,2 %), suivie par l'hydroélectricité (16,3 %) et le nucléaire (3,5 %). La biomasse constitue la plus grande partie de la consommation énergétique des ménages, principalement comme combustible de cuisine, pour la quasi-totalité des pays d'Afrique subsaharienne.
Les barrages africains produisent environ 87 TWh d'électricité par année. La capacité totale du continent est estimée à plus de 1 000 TWh/an.
Les coupures d'électricité sont un obstacle chronique au développement du continent.

## Unions économiques régionales

Communautés économiques régionales
CEN-SAD
COMESA
EAC
ECCAS
ECOWAS
IGAD
SADC
UMA

Au niveau continental, la Communauté économique africaine (CEA) vise à améliorer l'intégration économique en promouvant le commerce intra-régional, ainsi qu'à diversifier les sources de revenu. Fondée en 1991 et entrée en vigueur en 1994, elle repose sur sept organisations principales :
- l'union du Grand Maghreb (ex-UMA) ;
- le Marché commun de l'Afrique orientale et australe (COMESA), comprenant les pays d'Afrique de l'Est à l'exception de la Tanzanie, et sept pays d'Afrique australe ;
- la Communauté des États sahélo-sahariens (CEN-SAD) ;
- la Communauté économique des États d'Afrique centrale (CEEAC) ;
- la Communauté économique des États d'Afrique de l'Ouest (CEDEAO) ;
- l'Autorité intergouvernementale pour le développement (IGAD) ;
- la Communauté de développement d'Afrique australe (SADC).
- La banque centrale des états d'Afrique de l'ouest[41] (BCEAO)

Elle repose aussi sur 7 communautés plus locales :
- la Communauté économique et monétaire de l'Afrique centrale (CEMAC), dont les six membres font tous partie de la CEEAC ;
- la Communauté d'Afrique de l'Est (CAE), réunissant le Kenya et l’Ouganda (membres du COMESA) ainsi que la Tanzanie (membre de la SADC) ;
- la Communauté économique des Pays des Grands Lacs (CEPGL), dont les trois membres font partie de la CEEAC ;
- la Commission de l'océan Indien (COI), comprenant quatre membres du COMESA et La Réunion;
- l'Union du fleuve Mano (MRU), composée de trois membres de la CEDEAO ;
- l’Union douanière d'Afrique australe (SACU), réunissant cinq membres de la SADC ;
- l’Union économique et monétaire ouest-africaine (UEMOA) qui comprend huit membres de la CEDEAO.

L'agenda de la CEA est jalonné de six étapes jusqu'en 2028, allant du renforcement des communautés régionales existantes à la réalisation d'une union économique et monétaire africaine, ainsi qu'à la création d'un parlement panafricain. Les objectifs tardent cependant à être atteints et ne sont que mal intégrés aux plans nationaux de développement. Le commerce reste principalement tourné vers les pays développés, en particulier vers l'Union européenne.

## Commerce

### Commerce de marchandises
[Passage à actualiser]

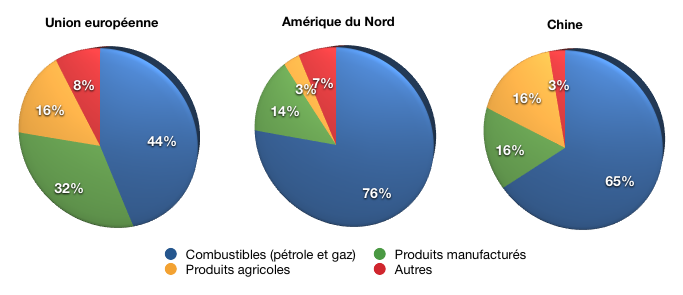
Exportations africaines par secteur en 2004.

En 2007, l'Afrique a exporté pour 422 milliards de dollars de marchandises, soit une augmentation de 16 % depuis 2000. Parallèlement, elle a importé pour 355 milliards (+ 15 % depuis 2000). Les pays exportateurs de pétrole comptent pour 58,5 % des exportations et 27,3 % des importations.
Les produits primaires représentent en moyenne 80 % des exportations des pays africains; à l'inverse, les importations concernent en majorité des produits manufacturés. Les pays d'Afrique commercent essentiellement en dehors du continent (Europe, Asie et Amérique du Nord) tant pour les importations que pour les exportations. Les volontés de diversification de la production et des échanges se heurtent à l'étroitesse des marchés locaux et régionaux ainsi qu'au faible pouvoir d'achat de la population.
Les échanges avec l'Asie s'intensifient dans les deux sens depuis 2000. Entre 2000 et 2005, les exportations vers la Chine ont quadruplé pour atteindre 19,5 milliards de dollars et 7 % des exportations totales, pour 14,9 milliards d'importations (6 %). En 2005, la Chine est le troisième partenaire commercial du continent derrière les États-Unis et l'Union européenne. Le Nigéria est le principal partenaire africain de l'Inde, le pétrole représentant la quasi-totalité de ses exportations (96 %) vers ce pays. La demande chinoise en coton a fait croître les exportations des producteurs de 41 %, augmentant leur PIB de 1,1 %.
Les pays d'Afrique importent d'Asie essentiellement des produits manufacturés, mais aussi du riz et des céréales depuis l'Inde. La Chine exporte des produits électroniques et des articles de maison bon marché.
En 2014, les échanges commerciaux entre la Chine et l'Afrique avec 222 milliards de dollars dépassent de loin les échanges avec les États-Unis qui ont franchi la barre des 73 milliards de dollars, ce qui représente 1,8 % du commerce américain, un montant en baisse en raison de la réduction des achats de pétrole d'Afrique de l'Ouest du fait de l'exploitation des gisements américains de pétrole de schiste.

### Commerce de services
Le commerce de service a rapporté 84 milliards de dollars en 2007, dont 21,4 % pour l'Égypte et 15,4 % pour l'Afrique du Sud. Les importations, augmentant dans les mêmes proportions, se montèrent à 97 milliards.
La valeur des exportations totales de services commerciaux de l’Afrique à destination du monde a plus
que doublé de 2004 à 2014.

## Investissements étrangers

### Investissements étrangers entrants
Depuis 2007, les besoins en financement de l'Afrique (soit la différence entre l'épargne et l'investissement) est passé de 0 à 6 % du PIB.
D'après la CNUCED, l'Afrique a attiré plus de 45 milliards de dollars d'investissements étrangers directs (IDE) en 2019. Le continent africain a cependant attiré de moins en moins d'investissements directs depuis 1970, délaissé pour d'autres destinations. La part des IDE en Afrique ont chuté depuis 1970 avant de remonter depuis les années 2000, mais sans toutefois retrouver les niveaux des années 70. L'Afrique accueillait 9 % des investissements directs à l'étranger en 1970, contre seulement 3 % en 2019.
Les IDE ont souvent pris la direction des pays nord-africains, et connaissent un rééquilibrage récent.
Les terres africaines constituent un grand potentiel agricole inexploité, qui conduit à de nombreux investissements étrangers dans les terres arables. Les pays africains accueillent près de 55 % de ces investissements. Le Soudan du Sud, la république démocratique du Congo, le Mozambique et le Congo sont les principales cibles.
Le potentiel des divers secteurs d'activité attire aussi bien les investisseurs occidentaux qu'africains. À ce titre, les IDE intra-africains ont connu une nette augmentation depuis les années 2000.

#### Investissements en provenance de la Chine
La république populaire de Chine connaît des relations commerciales florissantes avec le continent africain, et est dorénavant responsable de 4,2 % des IDE, soit 2.5 milliards de dollars sur un total de 59.3 en 2012.
Le premier pays ayant reçu des investissements chinois est le Soudan : pétrole en 1994, banque en 2000. En 2005, on comptait officiellement 820 entreprises chinoises installées en Afrique. Les investissements chinois ont fortement augmenté au point de dépasser ceux consacrés à l'Asie du Sud-Est. Les échanges commerciaux se montent à 29 milliards d'euros. La compagnie chinoise Sinopec cherche du pétrole au Gabon. Le 3 novembre 2006 a lieu le Forum sino-africain de Pékin qui réunit les chefs d'État du continent noir. La Chine est devenue le deuxième partenaire commercial de l'Afrique, avec 39,7 milliards de dollars en 2005.
Le continent africain compte officiellement 130 000 Chinois installés (2006) et représente pour la Chine une immense source de matières premières et d'énergie, ainsi qu'un marché pour ses produits.

### Investissements étrangers sortants
La part des investissements à l'étranger en provenance de l'Afrique reste négligeable, à environ 5 milliards de dollars en 2019, soit seulement 0,4 % du total mondial.

## Dette
De nombreux États africains connaissent un profond déséquilibre budgétaire, lequel a conduit à une aggravation de la dette publique. La dette est un problème qui touche inégalement les pays africains. Les pays africains importateurs de pétrole ont eu un ratio dette/PIB plus élevé (35,1 %) que les pays exportateurs de pétrole du continent (8,5 %) en 2013. Les pays exportateurs de pétrole sont en moyenne moins endettés que les importateurs, les pays de l'Afrique de l'Est et de australe sont plus endettés que le reste. Les pays de l'Afrique occidentale sont les moins endettés.
Le problème de la dette africaine a parfois conduit à des interventions du Fonds monétaire international (FMI) et de la Banque mondiale (BM).
Il est régulièrement procédé à des annulations de dettes, de manière bilatérale entre les pays créditeur et débiteur, ou bien multilatérale sous l'égide de l'initiative pour l’allègement de la dette au titre de l'initiative en faveur des pays pauvres très endettés (PPTE).

### Statistiques
La dette extérieure totale est de 255 milliards de dollars. Les accords d'allègement de la dette ont ramené la dette publique de 205,7 milliards en 1999 à 114,5 milliards en 2008. La dette privée est quant à elle passée de 92,4 à 110,2 milliards.
En 2020, l’endettement total du continent est estimé à 365 milliards de dollars, dont un tiers est détenu par la Chine.